# 馬得路
馬得路（？—？），遼寧東寧衛人，清朝政治人物、舉人出身。
順治年間，鄉試中舉。順治六年，擔任山西介休縣知縣。